# FREE AND SHIP
「FREE AND SHIP」（フリー アンド シップ）は、the ARROWSの9枚目のシングルである。

## 概要
- 前作から1年8ヶ月ぶりのシングルとなる。

## 収録曲
全曲 作詞/作曲：坂井竜二
1. FREE AND SHIP(Movie ver.)
  - 「カフェ・ソウル」主題歌
2. FREE AND SHIP(Naked Mix)
3. FREE AND SHIP(NITE RIDE MIX)
4. FREE AND SHIP(Instrumental)